# Daydreaming (песня Radiohead)
«Daydreaming» — песня английской рок-группы Radiohead, продюсером которой является Найджел Годрич. Фортепианная баллада со струнными инструментами, на которых играет гитарист «Radiohead» Джонни Гринвуд, была выпущена 6 мая 2016 года для скачивания в качестве второго сингла с девятого студийного альбома «Radiohead» A Moon Shaped Pool; песня сопровождается видеоклипом, снятым Полом Томасом Андерсоном.

## Запись
Песня «Daydreaming» была написана Томом Йорком; остальные участники группы создали окончательную аранжировку. Песня была рано закончена на сессиях в студии «La Fabrique»; Йорк назвал это «прорывом».
Для вступления группа замедлила запись, создав эффект искажения высоты тона. На струнных инструментах, записанных в студии RAK в Лондоне играл гитарист Джонни Гринвуд в сопровождении Лондонского современного оркестра под управлением Хью Бранта. Оркестр ранее работал с Гринвудом над его партитурой к фильму 2012 года «Мастер». Гринвуд заставил виолончелистов расстроить свои виолончели, создавая «грохочущий» звук. Виолончелист Оливер Коутс сказал: "У Найджела, Джонни и Тома удивительные отношения, они были так оживлены во время записи. Я помню, что мы записывали партию виолончели в конце «Daydreaming», и Том сказал: «Вот и все － так звучит эта запись».

## Музыка и текст
«Daydreaming» — это баллада с «простым, грустным» фортепианным мотивом, эмбиентом, электронными и оркестровыми элементами. Она заканчивается перевернутой, управляемой вокальной партией; в обратном порядке Йорк, по-видимому, поёт: «Половина своей жизни», «Я нашёл свою любовь» или «Каждая минута, половина моей любви». Некоторые критики решили, что текст посвящён расставанию вокалиста «Radiohead» Тома Йорка с Рэйчел Оуэн, которая была его гражданской женой на протяжении 23 лет Pitchfork отметил, что этот период длился «примерно столько, сколько группа „Radiohead“ выпускала музыку», и рассматривал песню как «подведение итогов тех лет и, так или иначе, элегию для них».

## Видеоклип
Видеоклип на песню «Daydreaming» был снят Полом Томасом Андерсоном, для фильмов которого Гринвуд написал несколько партитур. В этом видео Йорк открывает несколько дверей, проходит несколько коридоров, ведущих в разные не связанные друг с другом места (например, гостиницу, больницу, прачечную и магазин). Наконец он поднимается на снежный холм, входит в пещеру и произносит финальные слова песни, когда ложится рядом с огнём.

## Распространение и выпуск
Песня «Daydreaming» был выпущена для скачивания 6 мая 2016 года на сайте Radiohead, а также на сервисах потокового вещания и цифровых медиа. Андерсон и группа отправили 35-миллиметровые киноплёнки видеоклипа, чтобы выбрать кинотеатры, которые могли бы его показать. 16 июля 2016 года группа «Radiohead» объявила конкурс для поклонников на создание виньетки видеоклипа для альтернативной версии песни «Daydreaming» с дополнительными струнными инструментами.

## Принятие критиками
Pitchfork назвал «Daydreaming» 24-й лучшей песней 2016 года, другой трек из альбома Moon Shaped Pool " True Love Waits " оказался на 9-м месте.

## Список треков
| №  | Название      | Длительность |
| -- | ------------- | ------------ |
| 1. | «Daydreaming» | 6:24         |

## Чарты
| Чарт (2016)                                  | Лучшая позиция |
| -------------------------------------------- | -------------- |
| Australia (ARIA)                             | 73             |
| France (SNEP)                                | 28             |
| Ирландия (IRMA)                              | 84             |
| Italy (FIMI)                                 | 88             |
| Великобритания (OCC UK Singles)              | 74             |
| США (Billboard Hot Rock & Alternative Songs) | 12             |